# Småallamandasläktet
Småallamandasläktet (Pentalinon) är ett släkte i familjen oleanderväxter. 
Kladogram enligt Catalogue of Life:
| Pentalinon | \| \| Pentalinon andrieuxii \| \| \| \| \| \| Pentalinon luteum \| \| \| \| |
|            | \| \| Pentalinon andrieuxii \| \| \| \| \| \| Pentalinon luteum \| \| \| \| |
|            | Pentalinon andrieuxii                                                       |
|            |                                                                             |
|            | Pentalinon luteum                                                           |
|            |                                                                             |

### Webbkällor
- Svensk Kulturväxtdatabas